# VRX
VRX is de afkorting voor Virtual Resource eXecutive, een besturingssysteem behorende bij de NCR Criterion-series en later van de V-8000-series van mainframe-computers die door NCR geproduceerd werden gedurende de jaren 1970 en 1980.
Het verving het B3-besturingssysteem dat oorspronkelijk geleverd werd met de Criterion.

## VRX/E
VRX werd in de late jaren van 1980 en 1990 opgewaardeerd om VRX/E te worden voor het gebruik op computers van de NCR 9800-serie.